# Джуліанн Мур
Джулія Анна Сміт (англ. Julie Anne Smith), відома під псевдонімом Джуліанн Мур (англ. Julianne Moore, 3 грудня 1960, Форт Брегг, Північна Кароліна, США) — американська акторка, продюсерка та письменниця. Чотириразова номінантка премії Оскар, лауреатка премії Оскар 2015 року за найкращу жіночу роль, призерка Берлінського кінофестивалю, тричі лауреатка Венеційського кінофестивалю.

## Життєпис
Народилася у містечку Форт Брегг (Північна Кароліна) 3 грудня 1960. Батько був військовим суддею, мати працювала психологом у соціальній службі. У дитинстві Сміт часто подорожувала: батьки переїздили з місця на місце 23 рази. 
У 1983 р. Джулія закінчила зі ступенем бакалавра Школу мистецтв при Бостонському університеті й поїхала до Нью-Йорку, де почала виступати на сцені.
Псевдонім акторка пояснила так: «Коли я мала 21 рік і прийшла до театру, мені сказали, що Джулі Сміт уже є, мало того, у театральному світі є кілька акторок з таким іменем. Тоді я взяла другі імена батьків і створила з них свій псевдонім. Анн — це друге ім'я матері, Мур — батька».
У 1980-х знімалася переважно у серіалах (за одну з телеролей її відзначили премією «Еммі»). Дебютувала в кіно у 1990 р. у «Страшних історіях» Джона Гаррісона, однак критика та публіка звернули увагу на Мур лише через два роки, коли вона виконала другорядну роль у «Руці, що гойдає колиску» Кертіса Генсона.
У 1993 р. знялась у «Втікачі» Ендрю Дейвіса; попри те, що при монтажі роль скоротили до одного епізоду, Мур справила враження на Стівена Спілберга, який запросив її до продовження «Юрського парку» — «Загублений світ» (1997).
У «Коротких відрізках» (1993) Олтмена виконала роль, яка призначалася для Медлін Стоу (зірка «Засідки» та «Останнього з могікан» мусила відмовитись через умову з'явитись на екрані оголеною). У цій стрічці Мур помітив Пол Томас Андерсон, який запропонував акторці зіграти порнозірку у картині «Ночі в стилі бугі» (1997). Ризикована роль принесла Мур номінації на «Оскар» і «Золотий глобус».
Дуже вдалими були роботи Мур у «Колесі фортуни» Олтмена та «Магнолії» Андерсона.
У 2000 р. Мур вдруге висунули на здобуття премії Кіноакадемії за роль Сари в екранізації книги Грема Гріна «Кінець роману», створеній Нілом Джорданом. За підтримки сера Ентоні Гопкінса Мур отримала роль Клариси Старлінг у «Ганнібалі» (2001) Рідлі Скотта, проте і її гра, і фільм багатьох розчарували.
Слабкою виявилась і наступна картина за її участю — комедія «Еволюція» (2001) Айвена Рейтмана. Однак у 2002 Мур повністю реабілітувала себе в очах критики чудовими ролями у драмах «Далеко від раю» Тодда Гейнса та «Години» Стівена Долдрі.

## Особисте життя
Актор та режисер Джон Гулд Рубін був першим чоловіком акторки. Вони познайомилися в 1984 й одружилися через два роки. Подружжя подали на розлучення в 1993, шлюборозлучний процес був завершений в серпні 1995.
У 1996 році в неї почалися стосунки з режисером Бартом Фрейндліхом. В пари є син Калеб (нар. у грудні 1997 року) і дочка Лів (нар. у квітні 2002 року). Вони одружилися в серпні 2003 року - Мур старша за чоловіка на дев'ять років. Зараз подружжя проживає в Грінвіч-Вілліджі, Нью-Йорк .

## Підтримка України на тлі російського вторгнення
Висловила підтримку Україні у зв'язку із повномасштабним вторгненням РФ 2022 року, опублікувавши у соцмережах фото у кашеміровій шапочці жовто-блакитного кольору від італійського бренду та зазначивши, що всі кошти від придбання таких шапочок будуть перераховані до фонду UNICEF Ukraine. Також до цієї ініціативи долучились кінозірки-підприємиці Мішель Пфайффер та Дженніфер Еністон.

## Фільмографія

### Кінофільми
| Рік  |     | Українська назва                         | Оригінальна назва                     | Роль                        |
| ---- | --- | ---------------------------------------- | ------------------------------------- | --------------------------- |
| 1990 | ф   | Казки з темного боку: Фільм              | Tales from the Darkside: The Movie    | Сьюзен                      |
| 1992 | ф   | Рука, що гойдає колиску                  | The Hand That Rocks the Cradle        | Марлен Крейвен              |
| 1992 | ф   | Пістолет у сумочці Бетті Лу              | The Gun in Betty Lou's Handbag        | Елінор                      |
| 1993 | ф   | Втікач                                   | The Fugitive                          | Енн Істмен                  |
| 1993 | ф   | Короткі історії                          | Short Cuts                            | Меріен Уаймен               |
| 1993 | ф   | Бенні і Джун                             | Benny & Joon                          | Руті                        |
| 1993 | ф   | Тіло як доказ                            | Body of Evidence                      | Шерон Дулейні               |
| 1994 | ф   | Ваня на 42-й вулиці                      | Vanya on 42nd Street                  | Єлєна                       |
| 1995 | ф   | Сусіди по кімнаті                        | Roommates                             | Бет Хольцек                 |
| 1995 | ф   | Вбивці                                   | Assassins                             | Електра                     |
| 1995 | ф   | Дев'ять місяців                          | Nine Months                           | Ребекка Тейлор              |
| 1995 | ф   | Безпека                                  | Safe                                  | Керол Вайт                  |
| 1996 | ф   | Прожити життя з Пікассо                  | Surviving Picasso                     | Дора Маар                   |
| 1997 | ф   | Парк Юрського періоду 2: Загублений світ | The Lost World: Jurassic Park         | Сара                        |
| 1997 | ф   | Пекельне таксі                           | Chicago Cab                           | збентежена жінка            |
| 1997 | ф   | Ночі в стилі бугі                        | Boogie Nights                         | Ембер Вейвз                 |
| 1997 | ф   | Міф про відбитки пальців                 | The Myth of Fingerprints              | Міа                         |
| 1998 | ф   | Великий Лебовські                        | The Big Lebowski                      | Мод Лебовські               |
| 1998 | ф   | Психо                                    | Psycho                                | Лайла Крейн                 |
| 1998 | док |                                          | Junket Whore                          | у ролі самої себе           |
| 1999 | ф   | Магнолія                                 | Magnolia                              | Лінда Патрідж               |
| 1999 | ф   | Карта світу                              | A Map of the World                    | Тереза Коллінз              |
| 1999 | ф   | Колесо фортуни                           | Cookie's Fortune                      | Кора Дюваль                 |
| 1999 | ф   | Ідеальний чоловік                        | An Ideal Husband                      | Лора Чівлі                  |
| 1999 | ф   | Кінець роману                            | The End of the Affair                 | Сара Майлз                  |
| 2000 | ф   | Ласкаво просимо в Голлівуд               | Welcome to Hollywood                  | камео                       |
| 2000 | ф   | Дамський догідник                        | The Ladies Man                        | Одрі                        |
| 2001 | ф   | Еволюція                                 | Evolution                             | Еллісон Рід                 |
| 2001 | ф   | Ганнібал                                 | Hannibal                              | Кларіс Старлінг             |
| 2001 | ф   | Корабельні новини                        | The Shipping News                     | Вейві Проуз                 |
| 2001 | ф   | Мандрівник                               | World Traveler                        | Далсі                       |
| 2002 | ф   | Години                                   | The Hours                             | Лора Браун                  |
| 2002 | ф   | Далеко від раю                           | Far from Heaven                       | Кеті Вайтекер               |
| 2004 | ф   | Закони привабливості                     | Laws of Attraction                    | Одрі Вудс                   |
| 2004 | ф   | Забуте                                   | The Forgotten                         | Теллі Паретта               |
| 2004 | ф   | Мері та Брюс                             | Marie and Bruce                       | Мері                        |
| 2005 | ф   | Переможниця                              | The Prize Winner of Defiance, Ohio    | Евелін Райан                |
| 2006 | ф   | Останній нащадок Землі                   | Children of Men                       | Джуліан Тейлор              |
| 2006 | ф   | Довірся чоловікові                       | Trust the Man                         | Ребекка Поллак              |
| 2006 | ф   | Земля свободи                            | Freedomland                           | Бренда Мартін               |
| 2007 | ф   | Пророк                                   | Next                                  | Келлі Ферріс                |
| 2007 | ф   | Мене там немає                           | I'm Not There                         | Еліс Фабіан                 |
| 2007 | ф   | Дика грація                              | Savage Grace                          | Барбара Бакеланд            |
| 2008 | ф   | Сліпота                                  | Blindness                             | дружина доктора             |
| 2008 | ф   | Орлиний зір                              | Eagle Eye                             | ARIIA (голос)               |
| 2009 | ф   | Самотній чоловік                         | A Single Man                          | Шарлотта                    |
| 2009 | ф   | Хлоя                                     | Chloe                                 | Кетрін Стюарт               |
| 2009 | ф   | Приватне життя Піппи Лі                  | The Private Lives of Pippa Lee        | Кет                         |
| 2010 | ф   | Дітки в порядку                          | The Kids Are All Right                | Джулс                       |
| 2010 | ф   | Притулок                                 | Shelter                               | Кара Гардінг                |
| 2010 | ф   | Електра Luxx                             | Elektra Luxx                          | Діва Марія                  |
| 2011 | ф   | Це безглузде кохання                     | Crazy, Stupid, Love.                  | Емілі Вівер                 |
| 2012 | ф   | Бути Флінном                             | Being Flynn                           | Джоді Флінн                 |
| 2012 | ф   | Розлучення у великому місті              | What Maisie Knew                      | Сюзанна                     |
| 2013 | ф   | Керрі                                    | Carrie                                | Маргарет Вайт               |
| 2013 | ф   | Пристрасті Дон Жуана                     | Don Jon                               | Естер                       |
| 2013 | ф   | Вчитель англійської                      | The English Teacher                   | Лінда Сінклер               |
| 2014 | ф   | Сьомий син                               | The Seventh Son                       | Малкін                      |
| 2014 | ф   | Все ще Еліс                              | Still Alice                           | Еліс Гавленд                |
| 2014 | ф   | Зоряна карта                             | Maps to the Stars                     | Гавана Сегранд              |
| 2014 | ф   | Повітряний маршал                        | Non-Stop                              | Джен Саммерс                |
| 2014 | ф   | Голодні ігри: Переспівниця. Частина І    | The Hunger Games: Mockingjay – Part 1 | Альма Коен                  |
| 2015 | ф   | Голодні ігри: Переспівниця. Частина ІІ   | The Hunger Games: Mockingjay – Part 2 | Альма Коен                  |
| 2015 | ф   | Право на спадок                          | Freeheld                              | Лорел Гестер                |
| 2015 | док | Альтман                                  | Altman                                | у ролі самої себе           |
| 2017 | ф   | Kingsman: Золоте коло                    | Kingsman: The Golden Circle           | Поппі                       |
| 2017 | ф   | Світ, повний чудес                       | Wonderstruck                          | Лілліан Мейг'ю / стара Роуз |
| 2017 | ф   | Субурбікон                               | Suburbicon                            | Роуз Лодж / Маргарет Лодж   |
| 2018 | ф   | Бельканто                                | Bel Canto                             | Роксанна Косс               |
| 2018 | ф   | Ґлорія Белл                              | Gloria Bell                           | Ґлорія Белл                 |
| 2019 | ф   | Після весілля                            | After the Wedding                     | Тереза Янг                  |
| 2020 | ф   | Глорії                                   | The Glorias                           | Глорія Стайнем              |
| 2021 | ф   | Жінка у вікні                            | The Woman in the Window               | Джейн Рассел                |
| 2021 | мф  | Спіріт: Дикий мустанг                    | Spirit Untamed                        | Кора Прескотт (голос)       |
| 2022 | ф   | Коли ти закінчиш рятувати світ           | When You Finish Saving the World      | Рейчел Кац                  |
| 2023 | ф   | Мистецтво обману                         | Sharper                               | Медлін                      |
| 2023 | ф   | Травень, грудень                         | May December                          | Грейсі Атертон-Ю            |
| 2024 | ф   | Сусідня кімната                          | La habitación de al lado              | Інгрід                      |
| 2025 | ф   | Долина Ехо                               | Echo Valley                           | Кейт Гарретт                |

### Серіали
| Рік       |    | Українська назва                  | Оригінальна назва   | Роль                                                |
| --------- | -- | --------------------------------- | ------------------- | --------------------------------------------------- |
| 1984      | с  |                                   | The Edge of Night   | Кармен Енглер (7 епізодів)                          |
| 1985—1988 | с  | Як обертається світ               | As the World Turns  | Сабріна Хьюз (113 епізодів)                         |
| 1990      | с  |                                   | B.L. Stryker        | Тіна (Епізод: "High Rise")                          |
| 1991      | тф | Зачарувати на смерть              | Cast a Deadly Spell | Конні Стоун                                         |
| 1998      | с  | Суботнього вечора в прямому ефірі | Saturday Night Live | ведуча (Епізод: "Julianne Moore / Backstreet Boys") |
| 2004      | с  | Вулиця Сезам                      | Sesame Street       | у ролі самої себе (2 епізоди)                       |
| 2009—2013 | с  | 30 потрясінь                      | 30 Rock             | Ненсі Донован (6 епізодів)                          |
| 2012      | тф | Гра змінилася                     | Game Change         | Сара Пейлін                                         |
| 2016      | с  | Усередині Емі Шумер               | Inside Amy Schumer  | у ролі самої себе (Епізод: "Brave")                 |
| 2021      | с  | Історія Лізі                      | Lisey's Story       | Лізі Лендон (8 епізодів)                            |
| 2024      | с  | Мері та Джордж                    | Mary & George       | Мері (7 епізодів)                                   |

## Нагороди та номінації
| Нагорода                       | Рік  | Категорія                                                                               | Робота            | Результат |
| ------------------------------ | ---- | --------------------------------------------------------------------------------------- | ----------------- | --------- |
| Оскар                          | 1998 | Найкраща жіноча роль другого плану                                                      | Ночі в стилі бугі | Номінація |
| Оскар                          | 2000 | Найкраща жіноча роль                                                                    | Кінець роману     | Номінація |
| Оскар                          | 2003 | Найкраща жіноча роль                                                                    | Далеко від раю    | Номінація |
| Оскар                          | 2003 | Найкраща жіноча роль другого плану                                                      | Години            | Номінація |
| Оскар                          | 2015 | Найкраща жіноча роль                                                                    | Все ще Еліс       | Перемога  |
| БАФТА                          | 2000 | Найкраща жіноча роль                                                                    | Кінець роману     | Номінація |
| БАФТА                          | 2003 | Найкраща жіноча роль другого плану                                                      | Години            | Номінація |
| БАФТА                          | 2011 | Найкраща жіноча роль                                                                    | Діти в порядку    | Номінація |
| БАФТА                          | 2015 | Найкраща жіноча роль                                                                    | Все ще Еліс       | Перемога  |
| Еммі                           | 2012 | Найкраща жіноча роль мінісеріалу або телефільму                                         | Гра змінилася     | Перемога  |
| Золотий глобус                 | 1998 | Найкраща жіноча роль другого плану                                                      | Ночі в стилі бугі | Номінація |
| Золотий глобус                 | 2000 | Найкраща жіноча роль — комедія або мюзикл                                               | Ідеальний чоловік | Номінація |
| Золотий глобус                 | 2000 | Найкраща жіноча роль — драма                                                            | Кінець роману     | Номінація |
| Золотий глобус                 | 2003 | Найкраща жіноча роль — драма                                                            | Далеко від раю    | Номінація |
| Золотий глобус                 | 2010 | Найкраща жіноча роль другого плану                                                      | Самотній чоловік  | Номінація |
| Золотий глобус                 | 2011 | Найкраща жіноча роль — комедія або мюзикл                                               | Діти в порядку    | Номінація |
| Золотий глобус                 | 2013 | Найкраща жіноча роль мінісеріалу або телефільму                                         | Гра змінилася     | Перемога  |
| Золотий глобус                 | 2015 | Найкраща жіноча роль — комедія або мюзикл                                               | Зоряна карта      | Номінація |
| Золотий глобус                 | 2015 | Найкраща жіноча роль — драма                                                            | Все ще Еліс       | Перемога  |
| Золотий глобус                 | 2024 | Найкраща жіноча роль другого плану                                                      | Травень, грудень  | Номінація |
| Премія Гільдії кіноакторів США | 1998 | Найкраща жіноча роль другого плану                                                      | Ночі в стилі бугі | Номінація |
| Премія Гільдії кіноакторів США | 1998 | Найкращий акторський склад в ігровому кіно                                              | Ночі в стилі бугі | Номінація |
| Премія Гільдії кіноакторів США | 2000 | Найкращий акторський склад в ігровому кіно                                              | Магнолія          | Номінація |
| Премія Гільдії кіноакторів США | 2000 | Найкраща жіноча роль другого плану                                                      | Магнолія          | Номінація |
| Премія Гільдії кіноакторів США | 2000 | Найкраща жіноча роль                                                                    | Кінець роману     | Номінація |
| Премія Гільдії кіноакторів США | 2003 | Найкраща жіноча роль                                                                    | Далеко від раю    | Номінація |
| Премія Гільдії кіноакторів США | 2003 | Найкраща жіноча роль другого плану                                                      | Години            | Номінація |
| Премія Гільдії кіноакторів США | 2003 | Найкращий акторський склад в ігровому кіно                                              | Години            | Номінація |
| Премія Гільдії кіноакторів США | 2011 | Найкращий акторський склад в ігровому кіно                                              | Діти в порядку    | Номінація |
| Премія Гільдії кіноакторів США | 2013 | Найкраща жіноча роль мінісеріалу або телефільму                                         | Гра змінилася     | Перемога  |
| Премія Гільдії кіноакторів США | 2015 | Найкраща жіноча роль                                                                    | Все ще Еліс       | Перемога  |
| Каннський кінофестиваль        | 2014 | Приз за найкращу жіночу роль                                                            | Зоряна карта      | Перемога  |
| Венеційський кінофестиваль     | 2002 | Кубок Вольпі за найкращу жіночу роль                                                    | Далеко від раю    | Перемога  |
| Венеційський кінофестиваль     | 2002 | Приз глядацьких симпатій                                                                | Далеко від раю    | Перемога  |
| Венеційський кінофестиваль     | 2017 | Премія імені Франки Соццані                                                             | Субурбікон        | Перемога  |
| Берлінський кінофестиваль      | 2003 | Премія «Срібний ведмідь» за найкращу жіночу роль (разом із Меріл Стріп і Ніколь Кідман) | Години            | Перемога  |
| AACTA International Awards     | 2015 | Найкраща жіноча роль                                                                    | Все ще Еліс       | Перемога  |